# Kepler-87b
Kepler-87b es uno de los dos planetas extrasolares que orbitan la estrella Kepler-87. Fue descubierta por el método de tránsito astronómico en el año 2014. El sistema Kepler-87 se compone de al menos dos planetas que se han confirmado utilizando variaciones temporales de tránsito (TTV). Puede haber dos planetas más en el sistema que no han sido confirmados aún.